# Gregorio de los Ríos
Gregorio de los Ríos (siglo XVI), sacerdote nombrado por Felipe II capellán de la Casa de Campo, fue el autor del primer tratado de jardinería escrito en castellano, y uno de los más importantes de Europa, Agricultura de jardines : que trata de la manera que se ha[n] de criar, gouernar y conseruar las plantas (1592). Si bien existían ya muchas obras sobre plantas medicinales o plantas productivas de interés agrícola, hasta finales del siglo XVI aún no se había escrito un tratado de plantas ornamentales («agradables a la vista»).

## Trayectoria
En la obra, Gregorio de los Ríos incluyó todos los apartados característicos de un manual de jardinería, con voluntad programática y fines didácticos: recomendaciones de siembra, plantación y mantenimiento, catálogo de árboles, arbustos, etc. Para él un jardinero debe «gobernar y mantener el jardín» previamente trazado, por lo que no incluye ideas sobre su diseño, pues lo considera una actividad de otro género, aunque sí se muestra partidario del jardín romano cuando describe algunas formalizaciones de jardín. Este manual de jardinería es el primero de su clase en Europa, ya que se ocupa sólo de las plantas ornamentales, y aunque realmente sea más un tratado práctico que un libro de teoría propiamente dicho, el propio autor resalta la diferencia de su obra respecto a otros escritos de agricultura productiva. Así, aquel jardín renacentista que se caracterizaba por su esquema de formas organizadas de origen medieval, el cual en Italia habían enriquecido durante el Renacimiento con juegos de agua y un cortejo de alegorías mitológicas, en el tratado de Gregorio de los Ríos se ve cómo las técnicas del jardín comienzan a hacer su tímida aparición en libros, donde la jardinería empieza a desgajarse de la agricultura adquiriendo entidad propia.
El jardín español en el siglo XVI tiene una singular importancia, ya que sintetizaba diversas influencias que se pueden rastrear en las páginas de la literatura de la época, y en los restos de jardines conservados. En todo ello es donde hay que buscar la teoría del jardín del Renacimiento español, ya que tan sólo existe un buen tratado y ni siquiera hay referencias teóricas al tema del jardín en los tratados de arquitectura.

Son creaciones destacadísimas de la jardinería española las alamedas, los primeros jardines públicos del continente europeo, difundidos por todos los virreinatos españoles de América, la más antigua plantada fue la del paseo del Prado de Madrid (desaparecida) y en 1574 se proyectó y ejecutó la Alameda de Hércules de Sevilla, el más antiguo jardín público del continente europeo, todo él decolorado con una entrada monumental y fuentes mitológicas. En la literatura de viajes por España se puede apreciar, en las descripciones de jardines, la recepción de lo italiano, con jardines de terrazas, con amplias perspectivas, donde se da una dialéctica naturaleza-artificio, lo cual asimismo se encuentra en la pintura. Por ejemplo, en el poema Laurentina de Luis Cabrera de Córdoba se describen los jardines de El Escorial y de Aranjuez. Por otro lado, las influencias de Flandes hacen que el jardín se inicie con formas geométricas y se acabe mucho menos formalizado, integrado con la naturaleza.